# Ahlbeck (Amt Am Stettiner Haff)
Ahlbeck – gmina w Niemczech w kraju związkowym Meklemburgia-Pomorze Przednie, w powiecie Vorpommern-Greifswald, wchodzi w skład Związku Gmin Am Stettiner Haff. Leży we wschodniej części Puszczy Wkrzańskiej (Ueckermünder Heide).
W jej pobliżu znajduje się poligon wojskowy Jägerbrück.